# Cygnus X-1

Konceptskiss av ett binärt system med en het superjätte och ett förmodat svart hål med ackretionsskiva och bipolärt utflöde.

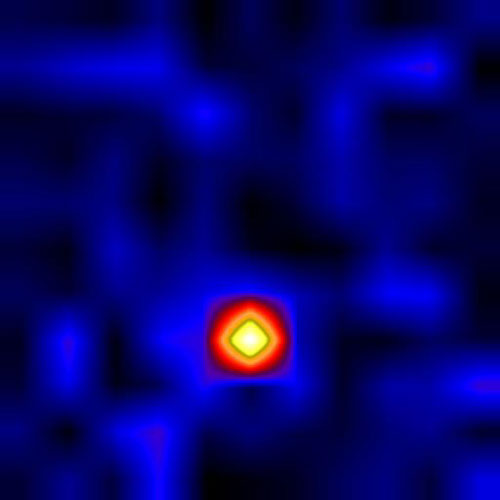
Denna bild i röntgen av Cygnus X-1 togs av ett ballongburet teleskop, High Energy Replicated Optics HERO-projektet.

Cygnus X-1 (kortform Cyg X-1) är den röntgenstrålande komponenten (därav beteckningen X) i en röntgenbinär som ligger i stjärnbilden Svanen (Cygnus) 6 000 ljusår från Solen. Röntgenbinären består, förutom av Cygnus X-1 på 8,7 M☉, även av en blå variabel superjätte betecknad HDE 226868 med en massa på 20 - 40 M☉. Cygnus X-1 kretsar runt HDE 226868 på cirka 0,2 AU avstånd med en omloppstid på 5,6 dygn. Röntgenstrålningen från Cygnus X-1 uppkommer när materia från den blå jättestjärnans massutkastningar krossas av Cygnus X-1:s kraftiga gravitation. Röntgenstrålningen från Cygnus X-1 fladdrar oregelbundet ca 1 000 gånger per sekund.
Cygnus X-1 upptäcktes 1964 av en forskargrupp ledd av Riccardo Giacconi under en raketflygning, och är en av de starkaste och bäst undersökta källorna för röntgenstrålning som kan observeras från jorden.
Cygnus X-1 har aldrig observerats direkt och blev det första objektet som identifierades som ett svart hål med en stjärnmassas storlek.

## Upptäckt och observation
Observation av röntgenkällor gör det möjligt att studera astronomiska fenomen som innefattar gas med temperaturer på miljontals grader.  Röntgenstrålning blockeras av jordens atmosfär och därför måste de instrument som används för att observera dessa röntgenkällor föras till höjder där strålningen släpps igenom. Cygnus X-1 upptäcktes med röntgenkänsliga instrument som sköts upp med en sondraket från White Sands Missile Range i New Mexico. Som del i en kartläggning av astronomiska röntgenkällor genomfördes 1964 en studie med två Aerobee suborbitala raketer. Raketerna medförde Geigerräknare för att mäta röntgenstrålning på våglängder mellan 1 och 15 Å över en 8,4° sektor av himlen. Instrumenten svepte över skyn allt eftersom raketerna roterade och gav en karta av tätt fördelade mätpunkter.
Som ett resultat av dessa kartläggningar upptäcktes åtta nya kosmiska röntgenkällor, däribland Cyg XR-1 (senare Cyg X-1) i stjärnbilden Svanen. Dessa källors celesta koordinater beräknades till rektascension 19h53m och deklination 34,6°. Fynden kunde inte knytas till någon särskilt framträdande radio- eller optisk källa vid denna position.
För att bättre kunna studera röntgenkällor föreslog Riccardo Giacconi och Herb Gursky redan 1963 den första satelliten som skulle kunna studera dem från en omloppsbana runt jorden. NASA sköt upp sin Uhurusatellit 1970, vilket ledde till upptäckten av 300 nya röntgenkällor. Utsträckta Uhuru-observationer av Cygnus X-1 visade på att röntgenintensiteten varierade flera gånger i sekunden. Dessa snabba fluktuationer innebar att energi måste alstras över ett relativt litet område om ungefär 105 km, den distans som ljus tillryggalägger på en tredjedels sekund. Ljushastigheten begränsar kommunikation mellan mer avlägsna områden. Som jämförelse är solens diameter omkring 1,4 × 106 km.
I april-maj 1971 upptäckte Luc Braes och George Miley från Leiden-observatoriet, och oberoende Robert M. Hjellming och Charles M. Wade vid National Radio Astronomy Observatory, radioemission från Cygnus X-1 och deras känsliga radio positionerade röntgenkällan exakt till stjärnan AGK2 +35 1910 = HDE 226868.
På himmelssfären ligger denna stjärna ungefär en halv grad från Eta Cygni, en stjärna av 4:e magnituden. Den är en superjätte och är därmed inte själv kapabel att avge den observerade röntgenstrålningen. Alltså måste stjärnan ha en följeslagare med förmåga att hetta upp gas till de miljontals grader som krävs för att vara strålningskällan åt Cygnus X-1.
Louise Webster och Paul Murdin vid Observatoriet i Greenwich, och Charles Thomas Bolton, som arbetat oberoende vid University of Toronto's David Dunlap Observatorium, tillkännagav upptäckten av en massiv gömd följeslagare till HDE 226868 år 1971. Mätningar av  dopplerförskjutning i stjärnans spektrum påvisade kompanjonens närvaro och gjorde det möjligt att uppskatta dess massa ur banans parametrar. Baserat på objektets höga förutsagda massa förmodade de att det skulle kunna vara ett svart hål, eftersom den största möjliga neutronstjärnan inte kan överskrida tre gånger solens massa.
Med ytterligare observationer som stärkte bevisen vid slutet av 1973, vanns allmän acceptans hos det astronomiska samfundet för att Cygnus X-1 högst troligt var ett svart hål. Mer precisa mätningar på Cygnus X-1 uppvisade fluktuationer ner till en enstaka millisekund. Detta intervall är konsistent med turbulens i en skiva av ansamlad materia runt ett svart hål —  ackretionsskivan. Röntgenblixtar som varar ungefär en tredjedels sekund matchar den förväntade tidsramen för materia som faller in mot ett "svart hål".

### Nyare rön
Cygnus X-1 har sen dess studerats ingående med observationer av såväl satellitburna som markbaserade instrument. Likheter i emission mellan  röntgenbinärer som HDE 226868/Cygnus X-1 och aktiva galaxkärnor antyder en gemensam energialstrande mekanism, som inbegriper ett kompakt objekt, en ackretionsskiva i omlopp och tillhörande jetutflöden. Av detta skäl har Cygnus X-1 identifierats höra till en klass av objekt som kallas mikrokvasarer; en analog till kvasarer, vilka nu erkänns vara avlägsna aktiva galaxkärnor. Vetenskapliga studier av binära system som HDE 226868/Cygnus X-1 kan leda till ytterligare insikter om aktiva galaxer.
Även svenska forskare är starkt engagerade i studier av binärsystem med svarta hål. Gruppen för högenergiastrofysik vid Stockholms universitet har mot bakgrund av tidigare internationella kartläggningar nyligen redovisat resultat från Cygnus X-1. Man har undersökt hur röntgenstrålningen varierar med tiden, och på så sätt fått information om den del av ackretionsskivan som ligger närmast det svarta hålet. Genom att koppla karakteristiska mönster till effekter från det starka gravitationsfältet har man direkt lyckats bestämma egenskaper hos det svarta hålet, vilket är mycket svårt med andra metoder. Resultaten stämmer överens med tidigare studier, både av strålningens energifördelning och dess variabilitet.

## Stjärnsystemet
Det kompakta objektet och den blåa superjätten bildar ett binärt system som kretsar runt sitt masscentrum var 5,599829 ± 0,000016 dygn Från jordens perspektiv går det kompakta objektet aldrig bakom den andra stjärnan, det vill säga systemet åstadkommer ingen förmörkelse. Inklinationen mot rörelsens synlinje från jorden är osäker, med förutsägelser i intervallet 27–65°. En studie 2007 uppskattade lutningen till 48,0 ± 6,8°, vilket skulle betyda att halva storaxeln är cirka 0,2 AU, eller 20% av avståndet mellan jorden och solen. Den totala banexcentriciteten tros vara endast 0,06 ± 0,01; en nästan cirkulär bana jordens avstånd till detta system är omkring 2 000 parsek (6 000 ljusår) uppmätt med Hipparcos-satelliten, men detta värde har en ganska hög grad av osäkerhet.
Systemet HDE 226868/Cygnus X-1 delar en gemensam rörelse genom rymden med en lös samling massiva stjärnor kallade Cygnus OB3, vilka är belägna ungefär på 2 000 parseks avstånd från solen. Detta medför att HDE 226868, Cygnus X-1 och denna OB association kan ha bildats vid samma gemensamma tid och plats. I så fall, är systemets ålder omkring 5 ± 1,5 miljoner år. HDE 226868s rörelse i förhållande till Cygnus OB3 är 9 ± 3 km/s; ett typiskt värde för rörelse på måfå inom en lös stjärnhop. HDE 226868 ligger omkring 60 parsek från associationens centrum, och skulle kunna ha nått denna separation på ungefär 7 ± 2 miljoner år, vilket i runda tal överensstämmer med associationens uppskattade ålder.
Med en galaktisk latitud om 3 grader och galaktisk longitud 71 grader, så ligger detta system inåt längs samma Orionsporre som solen befinner sig i Vintergatan. Det är i närheten av området där sporren närmar sig Sagittariusarmen. Cygnus X-1 brukar sägas tillhöra Sagittariusarmen, fastän Vintergatans struktur inte är så väl fastställd.

## Det kompakta objektet
Det råder osäkerhet kring det kompakta objektets massa. Stellära utvecklingsmodeller föreslår en massa om 20 ± 5
solmassor, medan andra tekniker ger 10 solmassor. Så kallad reflexionsavbildning är en numera beprövad metod. Mätning av periodiciteter hos röntgenemissionen nära objektet har gett ett precisare värde på 8,7 ± 0,8 solmassor. I vilket fall som helst är objektet troligen ett svart hål. Ett svart hål är ett område i rymden med ett gravitationsfält som är starkt nog att hindra elektromagnetisk strålning att slippa ut från dess inre. Gränsytan där detta sker kallas händelsehorisonten och dess avstånd från centrum i den stillastående modellen kallas Schwarzschildradien, som för Cygnus X-1s del är 26 km. Ingen materia som passerar genom denna gräns kan ta sig ut igen bortsett från eventuell Hawkingstrålning.
Belägg för just en sådan händelsehorisont kan ha upptäckts 1992 vid ultraviolett (UV)-observationer med höghastighetsfotometern på Rymdteleskopet Hubble. När självlysande materieklumpar spiraliserar in i ett svart hål, kommer deras strålning att avges i pulsserier som påverkas av gravitationell rödförskjutning, då materialet nalkas horisonten. Det vill säga, strålningens våglängder kommer att gradvis öka, precis som den allmänna relativitetsteorin förutsäger. Materia som kolliderar med ett fast, kompakt objekt skulle avge ett slutligt energiutbrott, medan material som passerar genom en händelsehorisont inte skulle det. Två sådana "döende pulståg" observerades, vilket är förenligt med förekomsten av ett svart hål.
Det rymdbaserade röntgenobservatoriet Chandra användes för att mäta den spektrala signaturen för järnatomer i bana nära objektet. Ett roterande svart hål drar den närliggande rymden med sig runt och skapar en så kallad "ergossfär", vilket låter atomer cirkulera närmare händelsehorisonten. I Cygnus X-1:s fall hittades inga av atomerna i lägre bana än 160 km. Om detta objekt är ett svart hål, kan dessa data alltså tolkas som att det inte roterar i någon nämnvärd grad.

### Uppkomst
Den största stjärnan i Cygnus OB3-associationen har en massa 40 gånger solens. Eftersom massivare stjärnor utvecklas snabbare, medför det att ursprungsstjärnan för Cygnus X-1 hade mer än 40 solmassor. Givet den gällande uppskattningen av det förmenta svarta hålets massa, så måste ursprungsstjärnan ha förlorat material till över 30 solmassor. Delar av denna massa kan ha förlorats till HDE 226868 i tidigare skick, medan återstoden troligast blåste iväg som en stark stjärnvind. Anrikningen av  helium i HDE 226868:s yttre atmosfär kan ge belägg för denna massöverföring. Det är möjligt att företrädaren kan ha utvecklats till en Wolf-Rayet stjärna, vilken just kastar ut betydande delar av sin atmosfär med en dylik kraftig stjärnvind.
Om ursprungsstjärnan hade exploderat som en supernova, så visar observationer av liknande objekt att novaresten högst sannolikt skulle ha blivit utkastat ur systemet med relativt hög hastighet. Då objektet förblev i bana, pekar detta på att föregångaren kan ha kollapsat direkt till ett svart hål utan att explodera (eller på sin höjd åstadkommit endast en relativt blygsam explosion).

### Insamlingsskiva

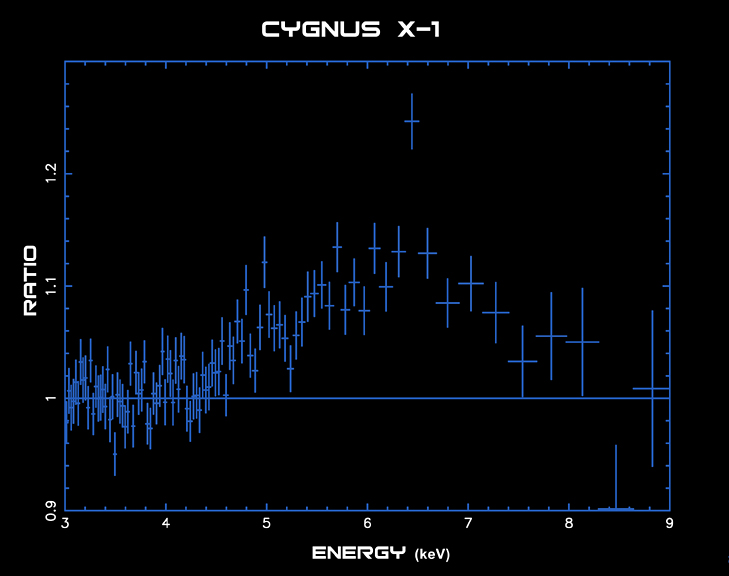
Ett röntgenspektrum från Chandra av Cygnus X-1 visar en karakteristisk topp nära 6.4 keV beroende på joniserat järn i ackretionsskivan, men toppen är gravitationellt rödförskjuten, dopplerbreddad och skiftad åt lägre energier.

Det kompakta objektet antas vara omkretsat av en tunn, flat skiva av hopsamlande materia känd som en ackretionsskiva. Denna skiva är intensivt upphettad av friktion mellan joniserad gas i inre banor i snabb rörelse och gas i långsammare yttre banor. Den är uppdelad i en het inre region med relativt hög jonisationsgrad—bildande ett plasma—och ett svalare, mindre joniserat yttre område som sträcker sig ut till uppskattningsvis 500 gånger Schwarzschild-radien, eller omkring 15 000 km.
Fastän högst och oberäkneligt variabel, så är Cygnus X-1 typiskt den klarast lysande uthålliga källan till hård röntgen—sådan med energier från runt 30 upp till flera hundra keV—på himlen. Röntgenstrålningen produceras dels som lågenergetiska fotoner i insamlingsskivans tunna inre del, får sedan mer energi genom invers Comptonspridning mot elektroner av mycket hög temperatur i en geometriskt tjockare, men nästan transparent korona som omsluter skivan, dels genom viss ytterligare reflexion från den tunna skivans yta. En alternativ möjlighet är att röntgenfotoner kan vara inverst Comptonspridda från roten på en relativistisk jet i stället för en skivkorona.
Röntgenemissionen från Cygnus X-1 kan variera efter ett återupprepat mönster som har fått etiketten kvasiperiodiska oscillationer (QPO). Det kompakta objektets massa förefaller avgöra den distans vid vilken det omgivande plasmat börjar avge dessa QPO:s, med en emissionsradie som minskar när massan gör det. Tekniken har utnyttjats för att beräkna Cygnus X-1:s massa. Detta erbjuder en cross-check med andra massbestämningar.
Pulsationer med stabil period, liknande de som härrör från en neutronstjärnas spin, har man aldrig iakttagit från Cygnus X-1. Pulsationerna från neutronstjärnor orsakas av neutronstjärnans magnetfält och John Wheelers "no hair"-teorem garanterar att svarta hål saknar magnetiska poler. Röntgenbinären V0332 + 53 förmodades till exempel vara ett möjligt svart hål ända tills man fann pulsationer. Cygnus X-1 har heller aldrig uppvisat röntgenblixtar liknande dem som man iakttar från neutronstjärnor.
Cygnus X-1 växlar oförutsägbart mellan två röntgenemissionstillstånd och röntgenstrålningen kan också variera fortlöpande mellan dessa. I det vanligaste tillståndet är strålningen "hård", vilket betyder att merparten har högre energi. I det mindre förekommande tillståndet är röntgenstrålningen "mjuk" med den mesta strålningen av lägre energi. Det mjuka tillståndet uppvisar också större variation. Hård röntgen antas uppstå i en korona som omger den inre delen av den mer opaka insamlingsskivan. Det mjuka tillståndet inträffar, när skivan närmar sig det kompakta objektet (möjligen så nära som 150 km), åtföljt av avkylning eller ejektion av koronan. När en ny korona har alstrats, återgår Cygnus X-1 till det fasta ståndet.
Emissionen förefaller delvis blockerad av circumstellär materia, troligen solvinden från donatorstjärnan HDE 226868. Detta yttrar sig som att röntgenflödet från Cygnus X-1 också varierar periodiskt var 5,6 :e dygn, särskilt under sådana  konjunktioner, när de båda objekten ligger på synlinjen från jorden och den kompakta källan är längst bort. Dessutom finns en 300 dygns periodicitet hos emissionen som kan härröra från ackretionsskivans precession.

### Jetstrålar
I takt med att ansamlad materia faller mot det kompakta objektet, förlorar det gravitationell potentiell energi. Delar av denna frigjorda energi skingras av jetstrålar av gas och partiklar, riktade vinkelrätt mot ackretionsskivan, som sprutar ut med relativistiska hastigheter. Detta bipolära utflöde, som närmar sig ljushastigheten, erbjuder ett sätt för ackretionsskivan att göra sig av med överskottsenergi och rörelsemängdsmoment. Dessa kan ha alstrats av magnetfält i gasen som omger det kompakta objektet.
Jetstrålarna från Cygnus X-1 är ineffektiva strålare och avger därför bara en mindre del av sin energi i det elektromagnetiska spektrumet. Det betyder att de förefaller "mörka". Jetstrålens uppskattade vinkel mot synlinjen är 30° och de kan precessera.
Den ena jetstrålen har kolliderat med en relativt tät region av det interstellära mediet (ISM)  och bildat en stimulerad ring, som kan detekteras genom sin radioemission. Denna kollision förefaller ha bildat en nebulosa, som har observerats i det spektrumets optiska våglängder. För att producera en sådan nebulosa, måste jetstrålen ha en uppskattad medeleffekt om (9 ± 5) × 1029 watt (eller mellan (4 och 14) × 1036 erg/s). Detta är mer än 1,000 gånger den effekt som solen avger. Det finns ingen motsvarande ring i den motstående riktningen, troligen för att jetten går mot en region av ISM med lägre densitet.
År 2006 blev Cygnus X-1 den första kandidaten till förment svart hål med stellär massa, som samtidigt befunnits visa belägg på att emittera gammastrålning i det högenergetiska bandet över 100 GeV.

### HDE 226868
HDE 226868 är en superjättestjärna av spektralklass  O9,7 Iab, som ligger på gränsen mellan klass O och klass B stjärnor. Dess yttemperatur har uppskattats till 31,000 Kelvin och dess massa till ungefär 20–40 gånger solens. Baserat på stjärnutvecklingsmodeller, så borde denna stjärna på det uppskattade avståndet 2 000 parsek ha en radie omkring 20–22 gånger solens
och approximativt 300 000–400 000 gånger solens luminositet. I jämförelse förmodas det kompakta objektet gå i bana runt HDE 226868 på ett avstånd av ungefär 40 solradier, eller endast denna stjärnas dubbla radie.
HDE 226868:s Roche-lob antas ligga nära dess yta. HDE 226868:s yta är förvriden till följd av tidvattenkrafter från den massiva följeslagarens gravitation, vilken åstadkommer en droppliknande form som blir ytterligare distorderad av rotation.